# راجر کلوی
راجر کِـلِـوِی (انگلیسی: Roger Kellaway؛ زادهٔ ۱ نوامبر ۱۹۳۹) موسیقی‌دان، آهنگساز و نوازنده پیانو اهل ایالات متحده آمریکا است.
از فیلم‌ها یا مجموعه‌های تلویزیونی که وی در آن‌ها نقش داشته‌است، می‌توان به همگی در خانواده اشاره نمود.